# Deszczno (plaats)
Deszczno is een dorp in het Poolse woiwodschap Lubusz, in het district Gorzowski. De plaats maakt deel uit van de gemeente Deszczno en telt 1100 inwoners.